# Wygoda (Gostomie)
Wygoda (kaszb. Wëgòda) – część wsi Gostomie w Polsce, położona w województwie pomorskim, w powiecie kościerskim, w gminie Kościerzyna, na Pojezierzu Kaszubskim. Wygoda wchodzi w skład sołectwa Gostomie.
W latach 1975–1998 Wygoda administracyjnie należała do województwa gdańskiego.